# كريستيان ديفيدسون
كريستيان ديفيدسون (بالإنجليزية: Christian Davidson)‏ (20 نوفمبر 1989 بأبردين في المملكة المتحدة - ) هو لاعب كرة قدم أمريكي في مركز الدفاع. لعب مع Indiana Invaders ‏ وWilmington Hammerheads FC ‏.

## وصلات خارجية
- كريستيان ديفيدسون على موقع قاعدة بيانات كرة القدم.إي يو (الإنجليزية)